# Близнюківський район
Близнюкі́вський райо́н — колишній район у південній частині Харківської області з адміністративним центром у смт Близнюки. Засновано район 1923 року. Населення становить 20 442 осіб (на 1 лютого 2012 року). Після 2020 увійшов до складу Лозівського району.

## Географія
Район розташований у межах Полтавської рівнини, у степовій зоні південної частини Харківської області, на вододілі Дніпра і Сіверського Дінця.
Загальна площа Близнюківського району становить 1 380 км².
На північному заході він межує з Лозівським, на північному сході — з Барвінківським районами Харківської області, на півдні — з Петропавлівським й Павлоградським районами Дніпропетрівської області, а на сході — з Олександрівським районом Донецької області.
Рельєф Близнюківщини рівнинно-горбистий. Серед орних земель найбільшу частину займають чорноземи. Територія району перерізана численними балками й річками. Районом протікають сім річок: Самара, Бритай, Тернівка, Опалиха, Сухий Торець, Гнилиця і Литовщина.

## Історія

### Заснування
Територія Близнюківського району історично належить до зони заселення степових народів, що проживали на території України. Перші осілі поселення відносяться до середини XVIII сторіччя, а бурхливий розвиток району почався після прокладки залізничної магістралі Москва—Крим у другій половині XIX століття. Саме тоді відбувається найактивніше заселення цієї місцевості.
Поселення Близнюки виникло під час будівництва Курсько—Харківсько—Азовської залізниці в 1868-1869 рр. Спочатку тут побудували залізничну станцію, яка мала назву Близнюки. Недалеко від станції бовваніли дві, схожі одна на одну, козацькі могили — свідки боротьби з татарськими ордами. Саме звідси, як розказують старожили, і пішла назва станції.
Наприкінці XIX сторіччя біля станції виникло невелике селище, в якому налічувалося 15 житлових будинків. Першими його поселенцями були залізничники. Вслід за ними тут поселилися селяни з навколишніх сіл, з'явилися торговці, які спорудили хлібні засіки і почали за безцінь скуповувати зерно. Незабаром Близнюки стали важливим пунктом вивезення зерна й інших сільськогосподарських продуктів у різні міста імперської Росії.
У 1905 р. тут було споруджено два парові млини, олійниця, відкрито декілька магазинів, а в 1910 році — створена перша агробаза.
Тяжким тягарем на плечі селян лягла Перша світова війна, яка почалася у 1914 р.. Половина чоловічого населення Близнюків була мобілізована в армію. Багато селян залишилось без годувальників та коней. Знизився рівень врожайності. У період 1914—1916 рр. на Близнюківщині відбувалися селянські заворушення, зокрема, у селах Старі Близнюки, Добровіллі, Олександрівці та інших селах.
Перша світова війна та викликаний нею спад життєвого рівня спровокували новий революційний вибух. Українська Центральна Рада, що виникла внаслідок Лютневої революції 1917 р., як український національний парламент, проголосила курс на побудову демократичної автономної республіки, врегулювання відносин між робітниками та підприємцями, на самостійне проведення аграрної реформи в Україні.
Селянство Близнюківщини, розраховуючи на задоволення Українською Центральною Радою своїх земельних потреб, виступило у підтримку реформ.

### Радянська влада
Про Жовтневий переворот 1917 року в селах краю стало відомо у грудні цього ж року. У той час між військами УНР та більшовиками точилися бої за станцію Лозова. Внаслідок боїв війська УНР змушені були відступити, а залізнична станція була захоплена більшовиками. У селі Рудаєво було створено перший волревком. Волосним комісаром було обрано Софона Володимировича Крята, який був гаражівським ковалем. Волревком брав на облік все майно поміщиків, яке вони кинули напризволяще, тікаючи за кордон або ховаючись у своїх родичів.
6 квітня 1918 р. гайдамаки Армії УНР зайняли ст. Лозова. За 10 км від ст. Лозової на південному напрямку ст. Рудаєво була зайнята більшовиками. Отаман Волох, почувши що у ст. Рудаєво стоять червоні, через півгодини на потязі гнав своїм куренем у той бік, а «чорні гайдамаки» та дві Гордієнківські сотні теж приготувалися до виступу. Ст. Рудаєво зайняли зненацька, але червоні вводили в бій все нові і нові частини. Тим часом до ст. Лозової з Харкова прибув потяг, з двома куренями німців, а попереду нього бронепоїзд. Довідавшись про бій під Рудаєво, німці не дали можливості виїхати ешелону українських вояків, проскочили вперед самі, але через півтори години їхній ешелон від'їхав назад, отримавши відсіч. Отаман Волох зі своїми «червоними гайдамаками» залишився сам-на-сам з більшовиками, оточений майже з сіх боків, але це йому не заважало втримувати залізничну станцію. У наступ з Лозової на підмогу прийшли «чорні гайдамаки» та Гордієнківські сотні, а за ними позаду пішли і німецько-австрійські війська. Станцію Рудаєво було повністю зачищено від більшовиків. Багато українських вояків «червоних гайдамаків» було поранено та вбито. Самого отамана Волоха було поранено багнетом у руку. Після розвідки та відпочинку, гайдамакам та запорожцям було дано наказ робити наступ на Слов'янськ. Більшовики намагалися стримувати гайдамаків, але їм не вдалося і вони відступали. Гайдамаки зайняли ст. Близнеці.
У той час українські війська за допомогою вояків країн Троїстого союзу розпочали звільнення України від більшовиків. У середині квітня 1918 р. у Близнюки ввійшли австро-німецькі війська. З ними повернулися і колишні поміщики. На Близнюківщині було встановлено владу Української Держави очолюваної гетьманом П.Скоропадським.
В 1918 р. у село Старі Близнюки (Короставка) разом із австро-німецькими військами повернувся поміщик Коростовцев. За допомогою німецьких солдат він повернув частину розібраного селянами майна. Внаслідок насильного повернення, населення села вчинило розправу над німецькими солдатами, в результаті якої один солдат — німець загинув. Селянин, який вчинив розправу залишився невідомим. Тоді німці зігнали на площу до панського будинку всіх жителів села, включаючи дітей, жінок і старих людей, кругом села поставили гармати, навели їх на площу і поставили вимогу: якщо через 24 години винні в нападі на німецьких солдат не будуть видані — село, разом із жителями, буде стерте з лиця землі гарматним вогнем. Тільки наступ Червоної Армії врятував людей і село від загибелі.
Коли у грудні 1918 р. німецько-австрійські війська покинули Близнюківщину бідняки села Близнюки (нині с. Садове) взяли під свій контроль поміщицький маєток. Частину худоби та сільськогосподарського інвентаря було віддано найбіднішим селянам. Решта залишилася у маєтку, де була створена Близнюківська комуна та перший партійний осередок.
Після відступу австро-німецької військ село зайняла армія Директорії. Свого часу наступали білогвардійці — денікінці. У Близнюках тривала запекла боротьба. На Близнюківщині були формування Революційної повстанської армії України (більш відомої як махновці, повстанці) та Армія Української Народної Республіки (більш знані як петлюрівці, козаки та гайдамаки). Криваві бої точилися під Башилівкою, Верхньою Самарою, Олександрівкою, Добровіллям, які потім були захоплені Червоною Армією, що вибила білогвардійці.
Під час громадянської війни широкий розмах мав махновський рух. Це було на Близнюківщині чотири рази. Одні селяни підтримували махновців та йшли до його загонів, інших примушували. Один з солдатів червоноармійського кавалерійського полку П.Пшеничний згадував: « Одного разу після тяжких боїв наш загін ЧК зупинився в Роздолівці. Командир загону дозволив мені відвідати домівку. Через три дні я вже зібрався повертатись у загін і вийшов на вулицю в повному обмундируванні, з гвинтівкою і гранатами на поясі. Раптом переді мною виріс вершник. Він проїхав повз мене, навіть не поцікавившись, хто я. В село заїхав якийсь загін. Як з'ясувалось пізніше, це були махновці. Мені просто пощастило. Перечекавши, поки вони поїдуть далі, я благополучно добрався до своїх».
У січні 1919 р. Близнюки були захоплені частинами Червоної Армії. У Рудаєво з лютого почав діяти волревком. Відбулася конфіскація поміщицьких земель. Були націоналізовані млини, олійниці та ін. підприємства.
Але на початку червня 1919 р. частинами Дроздовської дивізії денікінці захопили Близнюки. Одразу ж після захоплення запропонували обрати старосту. У Короставці ним став Грицько Притула. Довелось більшовикам тимчасово відступати, залишити волревком. Білі зайняли села, почались арешти комуністів та їхніх прихильників. Діяв Військовий польовий суд. Один за одним оголошували смертні вироки тим, хто прихильно ставився до більшовиків. Карали на смерть прихильників Радянської влади Скорохода та Коловойду — робітників, які жили у Рудаєво, а працювали у Близнюках на млині.
У селі Добровілля у період боротьби проти австро-німецьких військ та денікінців голова Волосної Ради Г. Ф. Федорченко очолював створений групою селян партизанський загін, який діяв в районі Павлограда, Краснопавлівки, Близнюків і Добровілля. В роки радянсько-української війни у Добровіллі діяли більшовицькі партизанські загони, очолювані С.Будинським та Є.Кучеренком. На території села відбулося кілька збройних сутичок з білогвардійцями, махновцями та вояками української армії. Від рук махновців загинув комбриг М. А. Карпенко, який працював у штабі Фрунзе, житель села Т. Л. Кузнєцов та ін. Влітку 1919 р. під час бою з денікінцями, загинули комісари Добригін і Канісов.
У селі Криштопівка від рук махновців та денікінців загинули 36 радянських активістів. У селі Верхня Самара влітку 1919 р. п'яні білогвардійці вбили хлопчика-підлітка Панаса Шатохіна. Хлопець побачив п'яних білих, які почали стріляти і побіг заховатись у волревком, але його наздогнали бійці і порубали шаблями.
У 1923 році, коли, згідно з новим адміністративно-територіальним розподілом, Близнюки стали центром новоствореного району, тут відбулися значні зміни: були відкриті райсільбуд, бібліотека, середня школа, а 25 серпня 1929 року вийшов перший номер районної газети «Червона зірка».
У 1930 р. в районі була створена машинно-тракторна станція, в якій тоді налічувалося 44 трактори, у 1935 р. споруджена лікарня і поліклініка з дитячою консультацією. За переписом 1939 року населення Близнюків становило 2276 чоловік.

### Друга світова війна
Із перших днів війни з Німеччиною тисячі жителів району вирушили добровольцями на фронт, а всього за чотири роки німецько-радянської війни на фронт пішли понад 10 тисячі чоловіків і жінок, більше половини з яких загинули в боях за Батьківщину.
Близнюківський район був окупований військами гітлерівської коаліції в жовтні 1941 року. В роки війни лінія фронту шість разів перетинала Близнюківськую землю, а німецька окупація тривала 566 днів.
Німецькі окупанти піддали район нещадному руйнуванню, а його жителів — жорстокому поводженню. Людей піддавали тортурам або страчували при щонайменшій підозрі в опорі новому порядку. Тільки в Близнюках за час німецької окупації було розстріляно близько 100 чоловік.
Жителі району чинили активний опір окупантам. На Близнюківщині діяли підпільники та партизани, які завдавали німцям і їх прибічникам масу проблем. Підпільники здійснювали диверсії, збирали й передавали командуванню Червоної Армії та партизанам розвіддані про ворожі війська і техніку, зривали відправку хліба до Німеччини, забезпечували продовольством партизан.
Багато народних героїв не дожили до Перемоги й були закатовані окупантами. Серед них Гонтаренко М. О., Суліма Р. О., Складнева В. М., Трофименко Н. В., Іщенко Р. О., а також юні патріоти Юрій Старостін, Олексій Бельський і Василь Жук (піонерам-розвідникам Олексію та Василю було всього по 12 років).
Жителі Близнюківщини мужньо боролися проти ворога і на фронтах Другої Світової війни. 1660 воїнів повернулися з війни з бойовими нагородами.
За проявлений героїзм танкісту М. І. М'ясникову, льотчикам М. І. Сербененко і М. С. Горкунову, артилеристам В. М. Мовчанову та І. П. Петренко, піхотинцям П. Т. Ткаченко та І. А. Геращенко було присвоєно звання Героя Радянського Союзу. Пізніше цього високого звання був удостоєний ще один уродженець Близнюківської землі — Василь Петрович Колошенко. А артилеристи М. Т. Грабовський, М. І. Голубничий та М. А. Дураков стали повними кавалерами ордена Слави.
За даними військкоматів на фронтах Другої Світової війни загинуло 5221 близнюківцев. У районі є сім'ї, в які не повернулися після битв чотири, п'ять, шість, а то і семеро воюючих чоловіків. Так, у сім'ї Притул з села Садове загинуло четверо братів, п'ять рідних втратила сім'я Чуприн із Берестовської сільради, шестеро — сім'я Грищенків із Бурбулатівської сільради, семеро — сім'я Онишків із села Перша Софієвка. У боях із німецькими загарбниками за Близнюківський район склали голови майже чотири тисячі солдатів і офіцерів Червоної Армії.
У звільненні Близнюківщини брала участь 31 гвардійська Барвінківська окрема танкова бригада під командуванням генерал-майора Д. М. Бурдова. Бої за село та станцію Близнюки тривали цілу добу. Вранці 15 вересня 1943 року Близнюки були повністю звільнені від гітлерівців, а 16 вересня стала вільною вся територія Близнюківського району.
У селі під час бою українських повстанців із червоними загарбниками було знищено більшовицького комбрига М. Карпенка.

### Післявоєнні роки
Голод 1946—1947 рр. не оминув і Близнюківщину. Він був викликаний неврожаєм. Після війни життя було важким. За всі роки німецько-нацистської окупації люди не зазнали таких мук, як узимку та навесні 1947 р., другого року «великої сталінської» п'ятирічки. На кінець 1947 р. промислові підприємства Близнюків були не тільки повністю відроджені, але й значно перевищили довоєнний рівень виробництва. Наступного року від Лозівської ТЕЦ до Близнюків було проведено лінію електропередачі, що значно поліпшило енергопостачання підприємств.
Вже на кінець квітня 1947 р. вся орна земля була введена в обіг. А за вирощення того року великого врожаю зернових і перевиконання хлібозаготівель, понад 500 трудівників району нагороджені орденами і медалями, у тому числі 15 чоловік були удостоєні звання Героя Соціалістичної Праці: Рибалко В. Д, Зеленський П. Т, Мєдвєдєв Б. Є, Левченко Ф. Т, Гетьманенко І. Г, Маркелов О. І, Гончаренко С. А, Доля К. Я, Харченко М. Ю, Бокарєв Б. В, Турбай Г. Я, Харитонова О. О, Євтушенко Є. І, О. В. Ємець.
У післявоєнний період зросла роль місцевих рад, в тому числі й Близнюківської сільради, як місцевих органів державної влади. Близнюківська сільрада брала активну участь в соціалістичному змаганні сільських рад у всіх галузях господарства та соціально-культурного будівництва на селі, в організації та проведенні виборів до рад всіх рівнів. Разом з партійними та комсомольськими організаціями вона забезпечувала одностайне голосування виборців сільради за обрання депутатом Верховної Ради СРСР у 1947 р. першого секретаря райкому КП України Г. А. Турбая.
Помітне пожвавлення діяльності Близнюківської сільради, як і інших місцевих рад, відбулося після виборів до місцевих рад депутатів трудящих, що відбулися у грудні 1947 р.. Сільська рада на цих виборах наповнилася десяткам народних обранців, які очолили загальну народну боротьбу за відродження економіки та культури  Близнюків, сіл сільради та району, за його подальший всебічний розвиток.
Поряд з розширенням промислових підприємств, відродженням цегельного заводу розгорнулося велике індивідуальне житлове будівництво. В результаті виросли нові вулиці: Тельмана, Сталіна (перейменована на вул. Миру), Карла Маркса, Ватутіна та ін.
У березні 1949 р. відновила роботу бібліотека, в якій налічувалося три тисячі книг. У 1950 р. радіофікований райцентр і ще 9 сіл — 778 радіоточок з протяжністю радіоліній. У травні 1953 р. в Близнюках відкрито стадіон добровільного спортивного товариства «Колгоспник», побудованого методом народної будови.
Близнюки розширилися та поліпшилися. За допомогою держави всі ці роки йшло у великих масштабах індивідуальне будівництво. Тепер повністю забудовані вулиці Фрунзе, Польова, Підгорна, Ворошилова, Челюскінців та ін.., які до минулих виборів були у заділлі. З'явилася вулиця Крупської, де спорудили собі будинки механізатори Близнюківської МТС. Село збагатилося новими культурно-освітніми закладами. Відкрито дитячу бібліотеку, побудовано дитсадок, розширені дитячі яслі, капітально відремонтовані шкільні приміщення. Закладено парк культури та відпочинку. Зросла торговельна мережа. В центрі села з'явилися крамниці по продажу культтоварів, продуктовий магазин та раймаг.
У 1950-ті рр. Близнюківщина розвивалася напрочуд стрімко, бурхливо. І як один з наслідків: у 1956 р. район і Близнюківська МТС удостоїлися честі стати учасниками Всесоюзної сільськогосподарської виставки в Москві. Понад 80 близнюківців були нагороджені золотими та срібними медалями, багато хто Дипломами I i II ступенів та цінними подарунками, райвиконком преміювали легковою автомашиною, а МТС-радіоустановою.
У березні 1954 р. почалося освоєння цілинних земель. Багато комсомольців-добровольців виявили бажання наперекір усім труднощям допомогти розорати землі, які давно пустували та виростити на них вдосталь зерна для всього СРСР.
Для освоєння цілинних та перелогових земель на постійну роботу в Кустанайську та Петропавлоську області виїхали 14 працівників Близнюківського пункту «Заготзерно». Серед них заст. директора В. А. Нещеретний, електрик М.Забайрацький, лаборант В.Додь та ін.
Серед перших добровольців був ще один наш земляк з села Вільне-2 Петро Зубченко. Навесні 1955 р. він звернувся в Близнюківський райком комсомолу з проханням посприяти виїзду на цілинні землі Казахстану. Роки його на той час вже вийшли з комсомольських, але, як виняток, йому було надано допомогу у здійсненні цього бажання. Він, як механізатор широкого профілю, працював на цілині комбайнером, трактористом, шофером.
Рік 1955-й в Україні був неврожайним. З цілини приймали вагони з зерном у Близнюківському «Заготзерно». Сім'ї добровольців одержували зерно, зароблене на цілині нашими комсомольцями. Близько сотні комсомольців району працювали на будівництві нових шахт у Донбасі.
Всі 1950-ті рр. первинні комсомольські організації під керівництвом активу райкому комсомолу організовували молодь в гуртки художньої самодіяльності в колгоспах, радгоспах, МТС, школах. Проводились диспути в сільських клубах, бібліотеках, школах. Залучали молодь до благоустрою сіл, висаджували тисячі дерев, кущів, квітників.
У той же час райком комсомолу приділяв велику увагу розвитку фізкультури серед молоді, її участі в спортивних змаганнях. Домагались виділення коштів на придбання спортінвентаря, одягу для спортсменів. Створювались футбольні команди в колгоспах і радгоспах. У райцентрі діяла сильна футбольна команда, яка приймала на стадіоні команди сусідніх районів та виїздили на планові ігри в далекі райони Харківщини.
Між трудівниками Близнюківського району і Куйбишевського району Таджицької РСР розгорнулося соціалістичне змагання. Воно відіграло значну роль надалі піднесенні господарства Близнюківського району.
Якісні зміни, які сталися в житті райцентру, дали всі підстави для зміни статусу села Близнюки. І в липні 1957 р. Харківська обласна рада депутатів трудящих своєю постановою віднесла Близнюки до категорії селищ міського  типу. Село Інтернаціональне було приєднано до Близнюків, а Садове перейменували у селище робітничого типу у складі Близнюківської селищної ради депутатів трудящих.
Після того як у 1959 р. Лукашівську сільраду приєднали до Близнюківської селищної ради, до її складу входили вже 10 населених пунктів: Близнюки, Садове, Інтернаціональне, Миролюбівка, Ганно-Рудаєве, Водяне, Лукашівка, Всеволодівка, Дмитрівка, Ладне. На той час Близнюківська селищна рада була найбільша в районі. У ній проживало 7529 чоловік.
Після реорганізації МТС, утворено об'єднання «Сільгосптехніка», яке перетворилося у справжнє механізаторське містечко. Всі будівлі тут цегляні, споруджені за типовими проєктами. До послуг ремонтників — клуб, бібліотека, їдальня, крамниця. Навколо садиби закладено сад. Тут працювало 220 чоловік.
У 1956 р. засновано село Енергетиків Бурбулатівської сільради. У 1957 р. у центрі селища було встановлено пам'ятник В. І. Леніну. У 1958 р. збудовано нову лікарню. На початку 1950-х рр. на Близнюківщині у повній потужності працював маслозавод. Масло з Близнюківського маслозаводу наші моряки з торговельного флоту «зустрічали» в одному з африканських портів. Утворився харчомкомбінат, хлібзавод.
У Близнюках розташовано радгосп по відгодівлі великої рогатої худоби, свиней, овець та кролів. Він створений у 1948 р. на базі заготскоту. Це господарство мало понад 180 гектарів орної землі, 4 трактори, 3 комбайни, 2 автомашини, зерносховище, тваринницькі ферми.
У 1958 р. у Близнюках було відкрито Будинок піонерів. При ньому стали працювати три гуртки: «Юний технік», «Авіамодельний», «Радіо», в яких протягом багатьох років навчалися школярі. Роботи гуртківців посідали призові місця на обласних, республіканських і навіть всесоюзних виставках. Діючий макет «Автоматична дослідницька станція на Місяці» одержав Диплом III ступеня Всесоюзної виставки досягень народного господарства СРСР, а його виконавці були нагороджені медалями «Юний учасник ВДНГ СРСР» та іменними наручними годинниками. Учнями гуртка «Юний технік» було виготовлено двомісні аеросани, на яких вони у вихідні дні взимку їздили по території аеродрому. Керівником гуртків до цього часу залишається Остополець Б. І.
У 1958 р. було засновано село Енергетиків поблизу залізничної станції Дубове. З 1955 по 1965 рр. на ст. Дубове існувала військова частина залізничників — будівельників.  У 1959 р. встановлено пам'ятник радянським воїнам і підпільникам, що загинули у роки Великої Вітчизняної війни за визволення Близнюків.
Селище було повністю електрифіковане і радіофіковане. У 1959 р. вступила в дію телефонна станція.
У 1960 р. створено міжколгоспбуд, який здійснював великий обсяг будівельних робіт в селищі та колгоспах району, побудувавши десятки тваринницьких ферм, житлових і виробничих приміщень. У 1964 р. близнюківські будівельники посіли третє місце в області серед міжколгоспних будівельних організацій.
У січні 1963 р. було ліквідовано Близнюківський район, а його територія увійшла до Лозівського району, а через два роки згідно з указом президії Верховної Ради УРСР знову було створено Близнюківський район із центром у Близнюках — селищем міського типу. Після повернення району територія ст. Дубове та с. Енергетиків була приєднано з Барвінківського до Близнюківського району.
У 1964 р. колектив станції Близнюки завоював перше місце у змаганні серед станцій Донецької магістралі. Щороку на станцію надходило понад 7 тисяч тонн вантажів, а відправляли звідти понад 40 тисяч тонн.
Залізниця Донбас-Харків у 1957—1958 рр. електрифікована і автоматизована, і 22 грудня 1958 р., нею пройшов перший електропоїзд Слов'янськ-Лозова. Кількість залізничних колій станції Близнюки була розширена, побудовані чотири залізничних відгалуження до підприємств з вантажним обігом.
Відновилася газета, яка виходить і нині під назвою «Нове Життя». У 60-х рр. у селищі споруджено нові житлові будинки, баню, перукарню, новий готель, почали розсаджувати парки, клумби, заасфальтували. тротуарів. Довжина вулиць селища досягла. На кожній із з них було електроосвітлення.
Своє дозвілля трудящі Близнюків проводили у районному Будинку культури, в якому працював драматичний, танцювальний, хоровий, музичний та ін. гуртки.
З нагоди 20-х роковин Перемоги у 1965 р. М. О. Гонтаренка посмертно нагороджено орденом Вітчизняної війни I ступеня. Вшановуючи пам'ять юних захисників Вітчизни у селищі було названо вулиці на честь Героя Радянського Союзу Петра Ткаченка, керівника підпільної комсомольської групи М. О. Гонтаренка, партизанів та підпільників В.Складнєвої, Г.Суліми, В.Васильченко, Ю.Старостіна, П.Бруславця, А.Торбіна.
У 1965 р. було покладено початок великомасштабному житловому будівництву. Первістки-два 16-квартирні будинки і гуртожиток на 100 чоловік у північно-східній частині селища. Від них і веде свій «родовід» житловий масив, який в народі стали називати «Черемушками». Тоді ж почали споруджувати поліклініку при райлікарні, дещо пізніше-інші корпуси лікарняного містечка.
На території району утворилися нові медичні установи, споруджено нові будинки культури, бібліотеки. Встановлено понад 60 пам'ятників та обеліків. У 70-х рр. у Близнюках, крім житлового масиву «Черемушки», споруджувалися районний Будинок культури (1973 р.), нові корпуси школи, комбікормовий завод з житловими будівлями і побутовими приміщеннями, зводилися будівлі різних організацій та підприємств, установ, повним ходом йшло індивідуальне будівництво, виростали нові вулиці, прокладали тротуари тощо.
Наприкінці 80-х рр.. XX ст. у СРСР почалося «духовне потепління». Настав той момент, коли могла здійснитися мрія про відкриття Божого храму в селищі. І ця мрія здійснилася. Групою віруючих людей було придбано невеличкий будиночок, який був реконструйований в молитвенний будинок і зареєстрований як прихід.
Завдяки клопотанням отця Дмитрія, настоятеля Панютинського Покровського храму і отця Андрія, який на той час був благочинним, 16 червня 1989 р. в Близнюках відбулося перша архиєрейська Літургія і Архієпископ Харківський і Богодухівський Іриней освятив храм.

### Незалежність
1 травня 1993 р. офіційно, урочисто відзначали 90 — річчя Близнюків. Хоча тут підкреслювали, що 110 років тому, тобто у 1883 р. засновано станцію Надеждино, а ще раніше 1863 р. згадувалося, що на трасі від Харкова до Ростова на 163-й версті є поселення Близнюки І та Близнюки ІІ. Однак тоді вважалося, що день офіційного заснування селища — 30 квітня 1903 р. і для проведення різних урочистих заходів виділили 100 тисяч карбованців.
У 1993 р. у район проведено природний газ, підключено дев'ять підприємств, 8 хлібопекарень, 12 олійниць, 6 млинів, 4 крупорушки.
За даними 1993 р. у Близнюках налічувалося 5700 жителів. На той час було прокладено 33 км доріг з твердим покриттям та більш як 20 км тротуарних доріжок, підведено газ до котелень «Черемушки» та «Віри Складнєвої», зведено перші чотириповерхові будинки. А ще до селища прийшла дніпровська вода.
Селищна рада на чолі з головою В. Г. Грищуком подбала про те, щоб кожна сім'я, окрім присадибної ділянки, мала в своєму розпорядженні ще не менше 15 соток землі для вирощування городини. До землі вже розподілили жителям селища для вирощування городини і зробили запаси на зиму.
Традиційними стали суботники з благоустрою вулиць селища. Активно розвивалося приватне підприємництво. Особливою популярнісю серед населення користувалися такі фірми «Надія», «Гарантія», «Базис», «Стимул». Вони були джерелом поповнення бюджету і перераховували кошти до селищної ради на благодійні заходи. Попри всі економічні негаразди на повну потужність працювали маслазавод і комбікормовий завод.
23 грудня 1996 р. десята сесія Близнюківської селищної ради народних депутатів ХХІІ скликання вирішила розширити межі Близнюків, включивши 60 гектарів земель запасу в межі селища Близнюки, у зв'язку з тим, що їх використано під забудову житлових будинків, підсобних споруд та гаражів. За пропозицією топонімічної комісії на забудованій території дано назву вулиць. Одну з таких названо іменем Миколи Олександровича Добровольського — залуженого лікаря УРСР.
26 квітня 1997 р. в райцентрі відкрито знак «Пам'яті чорнобиля», як вічна шана і повага до тих, кого чорним крилом зачепило лихо Чорнобиля.
У 2000-х рр. було газифіковано Садовську школу, реконструйовано опалювальну систему дитсадка «Сонечко». Робота по впорядкуванню Близнюків та інших населених пунктів селищної ради відзначена двома дипломами переможців обласного змагання серед населених пунктів такого типу.
13 листопада 2001 р. рішенням Близнюківської районної ради було затверджено герб Близнюківського району. Автор герба художник О.Помазан.
КП «Комунальник» було створено у 2004 р. Мета — організувати на сучасному рівні обслуговування житлового фонду селища і комплексно вирішувати проблеми, пов'яні з благоустроєм Близнюків. Починаючи з 2006 року КП «Комунальник» послідовно розширює перелік послуг, що надаються населенню, гарантуючи при цьому високу якість виконуваних робіт. Окрім всього іншого, підприємство взяло на себе обов'язок безперебійно вивозити сміття та побутові відходи з приватного сектора, провадити косметичний ремонт житлових будинків. Відновлено в селищі вуличне освітлення. У зразковому стані утримуються дороги комунального значення, поліпшено якість транспортних послуг. На якісно вищому рівні функціонують нині і  системи водопостачання в житловому секторі.
Селищна рада створила режим найбільшого сприяння і для розвитку інших структур незалежно від форми власності. Найбільш успішні в комерційному плані-Близнюківський елеватор, торгові центри ПП «Левківський К. І.», ПП «Гринько М. В».
У районі діє 59 малих підприємств, в яких працює 404 чол. В сільському господарстві це складає 32 % працездатного населення району, в торгівлі 28 %, будівництві — 10 %, у сфері послуг — 10 %.
На території району працює 115 магазинів, 1 ринок, 1 торговельний майданчик, які налічують 206 торговельних місць. Приміщення магазинів будуються і реконструюються відповідно до сучасних вимог.
Близнюківський район має розвинену спортивну базу. Працюють 1 стадіон на 1500 місць в селищі Близнюки, 68 спортивних майданчиків, 34 футбольних поля, 18 спортивних залів, 23 майданчики з тренажерним обладнанням приміщень для фізкультурно — оздоровчих занять, 1 майданчик зі штучним покриттям. Наймасовіші та найпопулярніші види спорту-футбол, волейбол, легка атлетика, гирьовий спорт, настільний теніс, шахи та шашки.
Близнюківська районна спортивна організація постійно посідає призові місця в обласній спартакіаді.
За роки незалежності на території Близнюківського району зареєстровано і діють 8 релігійних громад Харківської Єпархії Української православної церкви Московського Патріархату. За підтримки місцевої влади збудовано 2 храми. Для богослужіння надані 4 пристосованих приміщення. Віруючим повернуто Казанський Ікони Божої Матері Храм.
Дві релігійні громади Адвентистів сьомого дня Східно-Дніпровської конференції мають два молитовних приміщення.
Засоби масової інформації в районі представлені газетою «Нове життя», тираж якої складає 2300 екземплярів. Населення району має змогу приймати телевізійні програми як загальнодержавних каналів, так і програми комерційних радіокомпаній. З лютого 1997 р. по 2006 р. видавалася газета «Близнюківський тижневик».
В районі зареєстровано 45 організацій політичних партій, із них 44 районних. Мережа закладів культури налічує 53 установи, з них: 24 клубних заклади, 28 бібліотечних закладів, Дитяча музична школа.
Районний Будинок культури і центральна районна бібліотека забезпечені комп'ютерами, дитяча музична школа шумовим оркестром, на 24,тис.грн. придбано музичної апаратури в районний Будинок Культури.
В районі функціонує Музей історії району, 5 шкільних краєзнавчих музеїв, 157 клубних формувань, в яких бере участь 1373 чол. Послугами бібліотек користуються 11,4 тис.читачів, книжкові фонди нараховують 271,6 тис.примірників.
У дитячій музичній школі діти мають можливість навчатися эа класами баяна, фортепіано, акордеона, гітари та хорового співу. Наші самодіяльні артисти є неодноразовими учасниками переможцями Всеукраїнських та обласних оглядів-конкурсів аматорів народної творчості, беруть активну участь у суспільному житті району та області.
На стражі правопорядку в районі стоять 10 правоохоронних структур і їх підрозділів, починаючи з прокуратури Близнюківського району і районного суду та закінчуючи відділом РАГС.
Кредитно-фінансові послуги надають у відділеннях банків, зокрема ПАТ «Райффайзен Банк Аваль», ПАТ КБ «Приватбанк», АТ «Ощадбанк».
Окрім банківських в Близнюківському районі працюють інші фінансові установи: Лозівська об'єднана податкова інспекція;
Управління державного казначейства в Близнюківському районі;
Контрольно-ревізійний відділ у Близнюківському районі.
Система охорони здоров'я району включає в себе комунальне підприємство «Близнюківська центральна районна лікарня», у складі якої 7 клінічних відділень та комунальне підприємство «Близнюківський районний центр первинної медичної допомоги», до складу якого входять 9 амбулаторій загальної практики сімейної медицини, 23 фельдшерських та фельдшерсько-акушерських пунктів. В медичних закладах працює 324 чол., із них 40 лікарів, які мають: 11-вищу кваліфікаційну категорію, 17-першу та 6-другу. Молодших спеціалістів 86.
В районі прийнято масштабну програму «Здорова мати — здорова дитина». За останній час значно зросла матеріально-технічна база. З державного бюджету отримано 2 автомобілі УАЗ, апарат УЗД, пересувний флюорограф, кувез для виходжування недоношених новонароджених, придбано іншого медичного обладнання та інвентарю на суму понад 260 тис. грн.
Потенціал району обчислюється такими показниками: загальна кількість закладів освіти — 42, з яких 16 дошкільних, 19 загальноосвітніх (I—II ст.- 8,I-III ст.-17, ліцей-1), в яких навчається і виховується 2736 чол. Загальна кількість педпрацівників 401 (з них 325 жінок). Більшість з них має вищу освіту.
Територія району насичена залізничними і автомобільними дорогами, трубопроводами. Протяжність доріг із твердим покриттям складає, залізничних колій. Загальна протяжність газопроводів становить, газифіковано 14 населених пунктів, 3520 квартир і приватних будинків. Телефонізовано 3866 квартир, працює 23 сільські автоматичні телефонні станції, встановлено 2675 радіоточок. Поштові послуги населенню надають 26 поштових відділень. Через територію району проходять нитки Донецької та Придніпровської залізниць.
З листопада 2005 р. по березень 2006 р. включно проведено капітальний ремонт вокзалу ст. Близнюки. Це збіглося зі 100-річчям відбудови і введення в дію вокзалу під назвою Близнеці замість згорілого Надеждине. Всі будівлі відновлені на європейський лад. Значний вклад було внесено службою будівельно — монтажних робіт та цивільних споруд залізниці.
Замінені і подовжені посадочні майданчики. Комп'ютеризовані квиткові каси, що значно прискорило запит і видачу квитків на дальні поїзди. Введені і інші новації в технологію виробничих процесів по з'єднанню перевезень України з Кавказом, Прикаспієм, Приазов'єм. В результаті нинішній колектив станції успішно продовжує найкращі традиції близнюківських залізничників, добре справляється з завданням, зокрема як рубіжний об'єкт відносно Донбасу.
У 2003 р. голова Близнюківської селищної ради М. І. Савченко доклав багато зусиль і до 60-річчя визволення Близнюків у центрі селища в урочистій обстановці було відкрито пам'ятник Т. Г. Шевченку. У цьому ж році   Близнюківська загальноосвітня школа отримала статус ліцею селища Близнюки.
До 2005 р. в районі припинили свою виробничу та фінансово-економічну діяльність 44 агроформування, в т.ч 19 фермерських господарств. В результаті відбулося не тільки зменшення кількості орних земель в обробітку, чисельності поголів'я (у юридичних осіб), а й зменшення наповнення бюджету, скорочення робочих місць, погіршення демографічної ситуації та інше.
Близнюківською селищною радою V скликання започатковане щорічне святкування Дня селища за участю регіональних артистів. Близнюківська селищна рада є членом Всеукраїнської асоціації сільських, селищних рад. За підсумками роботи у 2006 р. нагороджена Дипломом за активну участь в обласному конкурсі «Найкраща сільська, селищна, міська (міста районного значення) рада».
14 лютого 2012 р. Близнюківська районна рада затвердила прапор Близнюківського району.
Нині в районному центрі чисельність жителів перевищує 6000 осіб. У всіх селах району пройшло реформування сільського господарства, внаслідок чого селяни одержали право на землю.

## Адміністративно-територіальний устрій
Район адміністративно-територіально поділяється на 1 селищну раду та 19 сільських рад, які об'єднують 98 населених пунктів та підпорядковані Близнюківській районній раді.
Село Берестове Уплатнівської сільської ради зняте з облікових даних 24 лютого 2010.

## Населення
Розподіл населення за віком та статтю (2001):
| Стать | Всього | До 15 років | 15-24 | 25-44 | 45-64 | 65-85 | Понад 85 |
| --- | ------ | ----------- | ----- | ----- | ----- | ----- | -------- |
| Чоловіки | 11 969 | 2525        | 1422  | 3577  | 2969  | 1425  | 51       |
| Жінки | 13 798 | 2430        | 1446  | 3406  | 3476  | 2785  | 255      |
| \| Статево-вікова піраміда \| Статево-вікова піраміда \| Статево-вікова піраміда \| \| ----------------------- \| ----------------------- \| ----------------------- \| \| Чоловіки \| Вік \| Жінки \| \| 51 \| 85 + \| 255 \| \| 97 \| 80-84 \| 350 \| \| 272 \| 75-79 \| 821 \| \| 558 \| 70-74 \| 967 \| \| 498 \| 65-69 \| 647 \| \| 874 \| 60-64 \| 1260 \| \| 432 \| 55-59 \| 552 \| \| 801 \| 50-54 \| 838 \| \| 862 \| 45-49 \| 826 \| \| 888 \| 40-44 \| 885 \| \| 943 \| 35-39 \| 822 \| \| 879 \| 30-34 \| 860 \| \| 867 \| 25-29 \| 839 \| \| 733 \| 20-24 \| 739 \| \| 689 \| 15-20 \| 707 \| \| 1000 \| 10-14 \| 1013 \| \| 895 \| 5-9 \| 811 \| \| 630 \| 0-4 \| 606 \| |        |             |       |       |       |       |          |
| Статево-вікова піраміда |        |             |       |       |       |       |          |
| Чоловіки | Вік    | Жінки       |       |       |       |       |          |
| 51 | 85 +   | 255         |       |       |       |       |          |
| 97 | 80-84  | 350         |       |       |       |       |          |
| 272 | 75-79  | 821         |       |       |       |       |          |
| 558 | 70-74  | 967         |       |       |       |       |          |
| 498 | 65-69  | 647         |       |       |       |       |          |
| 874 | 60-64  | 1260        |       |       |       |       |          |
| 432 | 55-59  | 552         |       |       |       |       |          |
| 801 | 50-54  | 838         |       |       |       |       |          |
| 862 | 45-49  | 826         |       |       |       |       |          |
| 888 | 40-44  | 885         |       |       |       |       |          |
| 943 | 35-39  | 822         |       |       |       |       |          |
| 879 | 30-34  | 860         |       |       |       |       |          |
| 867 | 25-29  | 839         |       |       |       |       |          |
| 733 | 20-24  | 739         |       |       |       |       |          |
| 689 | 15-20  | 707         |       |       |       |       |          |
| 1000 | 10-14  | 1013        |       |       |       |       |          |
| 895 | 5-9    | 811         |       |       |       |       |          |
| 630 | 0-4    | 606         |       |       |       |       |          |

Національний склад:
- українці 23242 чол.
- росіяни 2010 чол.
- білоруси 140 чол.
- вірмени 111 чол.
- азербайджанці 52 чол.
- інші національності 209 чол.

Народжуваність в 2004 році склала 8,5 осіб на 1 тисячу чол. населення. Смертність у районі в 2004 році — 20,8 осіб на 1 тисячу чол. населення.
Населення Близнюківського району становить 20 643 осіб. Зараз[коли?] на території району мешкає 7 741 пенсіонер (32,7 % від загального населення). Щільність населення в районі — 14,9 осіб на 1 км².

## Економіка
Провідною галуззю економіки району є сільське господарство та переробка сільгосппродукції. Головний напрям у сільськогосподарському виробництві — вирощування зернових та молочно-м'ясне тваринництво.
Посіви зернових займають 50 % рілля, провідна культура — озима пшениця. Із технічних культур вирощується соняшник та цукровий буряк.
Розподіл земель у районі:
- орні землі — 104 137 га (75,4 % всієї площі району);
- ліси та лісосмуги — 5 084 га;
- сади та ягідники — 1 293 га.

На території Близнюківського району працюють близько 40 підприємств з переробки сільськогосподарської продукції.

## Соціальна сфера
На даний час у Близнюківському районі функціонують 22 футбольних поля, 6 тренажерних залів, 19 спортивних майданчиків і районний спортивний комплекс імені Миколи Івановича Биченка колишнього депутата Верховної Ради України в смт. Близнюки.
Наразі на території району діють такі релігійні общини:
- Свято-Ільїнська (Православної церкви);
- Казанська Ікони Божої Матері (Української православної церкви);
- Свято-Володимирська (Православної церкви);
- Почаєвська Ікони Божої Матері (Української православної церкви);
- Різдва Пресвятої Богородиці (Української православної церкви);
- Свято-Вознесенська (Української православної церкви);
- Свято-Духівська (Української православної церкви);
- Преподобної Марії Єгипетської.

## Пам'ятки
- Ботанічний заказник місцевого значення «Бурбулатівський». Площа 99,1 га. Розташований біля с. Бурбулатове.
- Ентомологічний заказник місцевого значення «Варварівський». Площа 3,0 га. Розташований у селі Варварівка, являє собою ділянку на південному степовому схилі балки. Тут живе приблизно 20 видів груп корисних комах — запилювачів люцерни: джмелі, дикі бджоли.
- Ентомологічний заказник місцевого значення «Добровільський». Площа 5,0 га. Розташований біля с. Новоукраїнка. Це ділянка на степовому схилі балки, де живуть понад 20 видів груп корисних комах — запилювачів люцерни.
- Ентомологічний заказник місцевого значення «Острівщанський». Площа 5,0 га. Розташований біля с. Близнюки. Являє собою ділянку на степовому схилі балки, де ростуть ковила, шавлій, чебрець. Тут живуть понад 30 видів корисних комах — запилювачів сільськогосподарських культур, у тому числі рідкі, які потребують охорони (дибка степова, поліксена, джмелі, земляні одинокі бджоли, богомол звичайний).
- Гідрологічний заказник місцевого значення «Семенівський». Площа 185,6 га. Розташований біля с. Іванівка Барвінківського району та с. Семенівка Близнюківського району.

## Особистості
Серед уродженців Близнюківщини чимало видатних людей. Серед них:
- А. Криштофович, палеоботанік, член—корреспондент АН СРСР, академік АН УРСР, лауреат Державної премії СРСР;
- В. Крутько, доктор медичних наук, заслужений лікар України;
- В. Панасовський, кандидат філософських наук;
- П. Валяльник, поет і письменник, член Спілки письменників України, заслужений діяч культури;
- І. Валяльник, член Союзу письменників України, кандидат технічних наук.
- К. Є. Старостін — кандидат сільськогосподарських наук;
- Л. С. Стрельников — доктор фармацевтичних наук, професор, завідувач кафедри біотехнології.
- В. М. Комарницький — кандидат юридичних наук, доцент, полковник міліції, ректор Луганського

державного університету внутрішніх справ ім..Е. О. Дидоренка.
- В. І. Степурко — Член Національної спілки композиторів України, у його творчому портфелі дві опери, п'ять контакт, три ораторії, сім симфонічних творів, цикли хорових мініатюр, камерно-інструментальні твори. Він володар п'яти музичних премій, кавалер ордена Святого

Володимира ІІІ ступеня. Викладач Академії керівних кадрів культури та мистецтва
України на факультеті музикології.
- В. М. Верховень — поет. Член Національної спілки письменників України. Лауреат літературної премії ім. П.Василенка та премії Харківського міськвиконкому ім. О.Олеся. Провідні теми творчості: історичне минуле й сучасне України, місце і роль поета в суспільстві, пейжазна та інтимна лірика. Деякі вірші Верховеня покладено на музику.
- М. І. Родзін — український графік, заслужений художник СРСР. Найвідоміші твори серії офортів: «Індустріальні мотиви» (1955), "Каховська ГЕС (1956—1957), "Дніпропетровське — місто чавуну, сталі і прокату (1957), «Рідний край» (1957) та ін..
- С. П. Костяний — письменник, художник, полковник.
- О. І. Числов — генерал-майор, начальник Тюменського юридичного інституту, доктор юридичних наук, професор;
- Володимир Конощенко — український хоровий диригент, композитор, педагог, музично-громадський діяч.

## Політика
25 травня 2014 року відбулися Президентські вибори України. У межах Близнюківського району було створено 29 виборчих дільниць. Явка на виборах складала — 55,45 % (проголосували 9 413 із 16 976 виборців). Найбільшу кількість голосів отримав Петро Порошенко — 42,14 % (3 967 виборців); Михайло Добкін — 17,43 % (1 641 виборців), Юлія Тимошенко — 9,09 % (856 виборців), Олег Ляшко — 6,79 % (639 виборців), Сергій Тігіпко — 5,89 % (554 виборців), Анатолій Гриценко — 5,12 % (482 виборців). Решта кандидатів набрали меншу кількість голосів. Кількість недійсних або зіпсованих бюлетенів — 1,63 %.